# Eunice rubrivittata
Eunice rubrivittata är en ringmaskart som först beskrevs av Treadwell 1921.  Eunice rubrivittata ingår i släktet Eunice och familjen Eunicidae. Inga underarter finns listade i Catalogue of Life.